# Sonna Seck
Pour les articles homonymes, voir Seck.
Sonna Seck, de son vrai nom Maimouna Seck, née en 1985 dans la ville carrefour Mamou, est une actrice, chanteuse, comédienne guinéenne.

## Biographie
Issue d’une famille de Awloubè (Griot), elle était toute petite quand elle s’est mise à mimer la musique en imitant des chants traditionnels qu’elle entendait dans les différentes cérémonies (baptême, mariages, etc.).

## Études
Elle a fait son cycle primaire à Mahatma Gandhi, le collège Château d'eau et le lycée Yimbaya, où elle obtient ses baccalauréats 1 et 2 mais pas le concours d'entée à l'université. 

## Carrier d'actrice
Elle décide de se reconvertir officiellement dans le cinéma en 2007 et elle a fondé avec ses amis du quartier Hafia (Conakry), la troupe Djouri Djaama et elle réalise son tout premier film  intitulé Yo-Allah Feounou in,  puis avec des films comme (Guigol Naferai Djoki,Mouyidé Allah et Ahh Deboot). Elle effectue des tournées à l'intérieur de la Guinée dont Kindia, Mamou, Faranah, Pita, Labé,  Fabiola ( N’Zérekoré),  Kanban (Siguiri), Kissidougou,  Mandiana, Boké et Koundara.
Son film Gourdan-Païkoun (vie adolescent) où elle jouait le rôle d’une rappeuse avec ses collègues à marquer le début de sa mutation vers la musique. Dans ce film, elle rappe une chanson intitulée Saya (La mort) avec Bem’s et M’Baye.

## Carrière musicale
Elle compose quelques singles avec sa troupe Douri Djaama dont la chanson célèbre est Tourou Tourou. Cette chanson fait le tour du monde,  et devient un hit national, chanté et interprété dans les quatre coins de la Guinée et au delà des frontières guinéennes. Cela fut le début d’une ascension fulgurante pour la troupe, avec des tournées à l’intérieur du pays et dans les pays alentour notamment en Gambie, Sénégal et la Guinée Bissau.
Elle tourne en boucle sur les ondes de la Radio France Internationale (RFI).
En 2019, elle évolue en solo avec la maison de production Soudou Daadja Prod de l'humoriste Mamadou Thug.

## Activistes
Elle plaide pour la reprise des cours en Guinée lors de la fête des femmes le 8 mars 2018 au Palais du Peuple à l'endroit du professeur Alpha Condé et sa femme Djene Kaba Condé avant de démarrer leurs prestation musicale.
Elle plaide pour la castration des violeurs des enfants de moins de 5 ans.

## Singles
- 2010 : Saya
- 2013 : Inméfidjinnm
- 2015 : Bounguaiou
- 2015 : Sodanelanso
- 2015 : Tourou Tourou[6]
- 2020 : Midho Yidhouma
- 2020 : Latimtim[7]

## Vidéos

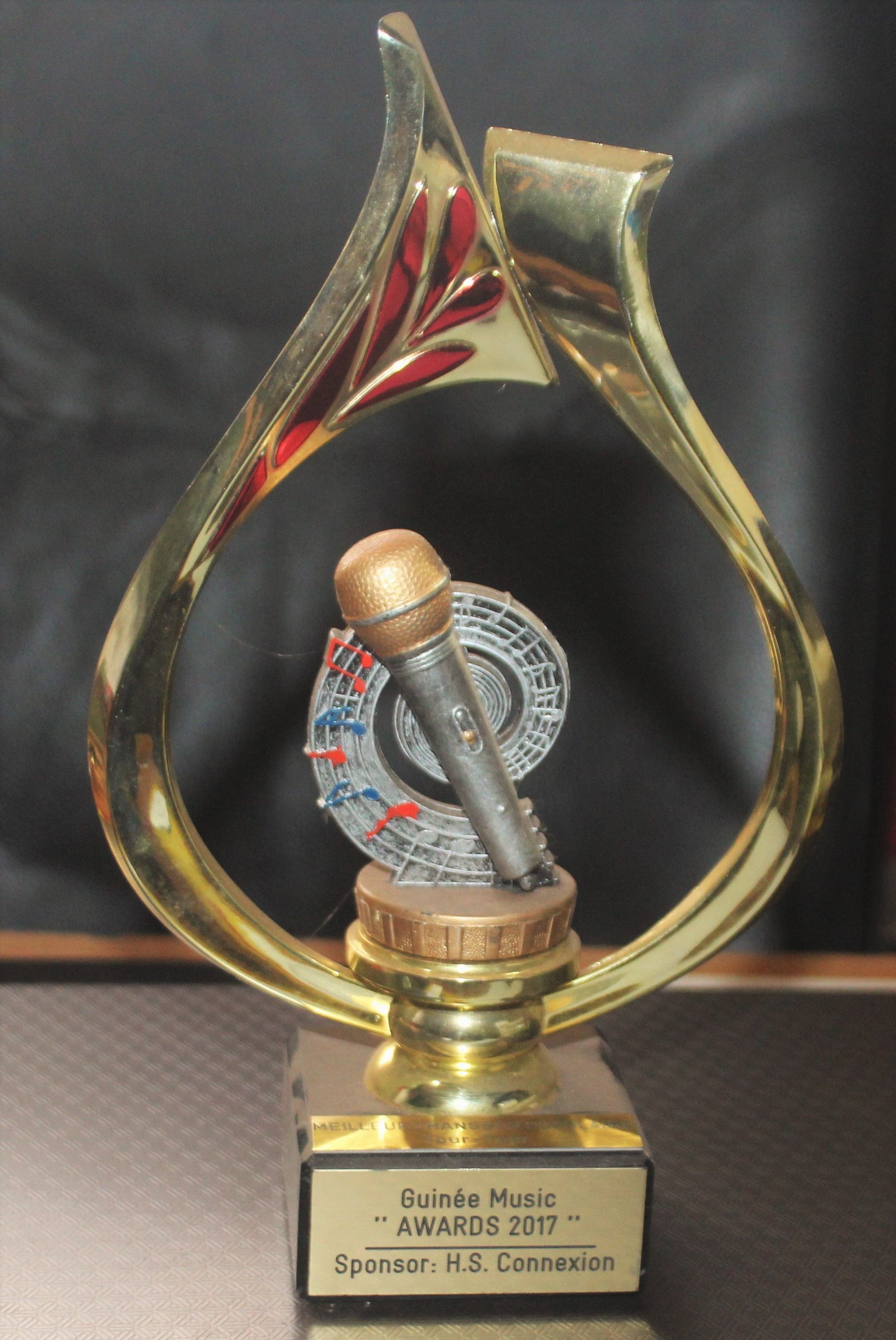
Trophées 2017 Guinée Music Award (Tourou Tourou)

- 2020 : Midho Yidhouma
- 2023 : Dimoh[8]

## Prix et reconnaissances
- 2017 : Meilleurs Musique du Guinée Music Award
- 2018 : Morceau sucée Talent de Guinée Paris

## Vie privée
Elle est mariée depuis 2010 et mère d'une fille depuis 2016.